# Serie B 2002-2003 (rugby a 15)
La serie B 2002-03 fu il campionato di terza divisione di rugby a 15 in Italia della stagione 2002-03.
Si tenne dal 6 ottobre 2002 al 25 maggio 2003 tra 40 squadre ripartite in 4 gironi geografici e promosse 8 squadre in serie A retrocedendone altre 4 in serie C.
Il campionato ebbe un vincitore, il Modena, che nella finale di torneo batté Veneziamestre, benché tale vittoria non si tradusse in alcun titolo formale; per la F.I.R., infatti, si trattava di una manifestazione aggiunta rispetta a quella dello svolgimento della fase a gironi, che aveva già espresso le 8 squadre da promuovere in serie A.
Le due citate squadre, infatti, alla fine del torneo erano vincitrici del proprio girone e, assieme alle altre due prime classificate e alle quattro seconde classificate, erano già salite di categoria.
A finire in serie C furono Colorno, CUS L’Aquila, Parabiago e Villorba.

## Formula
Le 40 squadre (originariamente 41) furono ripartite su 4 gruppi da 10 squadre ciascuno, in ciascuno dei quali esse si incontrarono con la formula del girone all'italiana.
Alla fine del torneo le prime due classificate di ogni girone accedettero alla serie A 2003-04 e l'ultima classificata di ogni girone retrocedette in serie C 2003-04.
Ai fini della compilazione della graduatoria, nei gironi A e B si calcolò la classifica avulsa tra le squadre non cadette, in quanto in essi figuravano rispettivamente la seconda squadra del Calvisano e del Leonessa, le quali non partecipavano alla promozione e alla retrocessione.
Al termine della fase a gironi fu prevista una fase a play-off che, tuttavia, la Federazione dichiarò «facoltativa»: fu una Final Four in gara unica riservata alle quattro vincitrici di girone e le società avevano la possibilità di non disputarla.
L'Amatori Catania fu l'unica delle quattro che non partecipò, lasciando via libera al Modena di disputare la finale.

## Squadre partecipanti

### Girone A
| Club                | Sponsor | Città     | Impianto interno      |
| ------------------- | ------- | --------- | --------------------- |
| Amat. & Calvisano A |         | Calvisano | Stadio San Michele    |
| Bassa Bresciana     |         | Leno      | Stadio comunale       |
| Botticino           |         | Botticino | Campo La Colombera    |
| Chicken CUS Milano  |         | Milano    | Stadio Giuriati       |
| CUS Genova          |         | Genova    | Stadio Carlini        |
| CUS Verona          |         | Verona    | C.S. Gavagnin-Nocini  |
| Rugby Milano        |         | Milano    | Stadio Giuriati       |
| Parabiago           |         | Parabiago | C.S. Venegoni-Luciano |
| Pro Recco           |         | Recco     | Stadio Androne        |
| Rho                 | Atofina | Rho       | C.S. Molinello        |

### Girone C
| Club          | Sponsor | Città              | Impianto interno                 |
| ------------- | ------- | ------------------ | -------------------------------- |
| Badia         |         | Badia Polesine     | Nuovi impianti sportivi comunali |
| Bassano       |         | Bassano del Grappa |                                  |
| Casale        |         | Casale sul Sile    | Stadio Eugenio                   |
| Conegliano    |         | Conegliano         |                                  |
| CUS Padova    |         | Padova             | C.S. Piovego                     |
| Feltre        |         | Feltre             |                                  |
| Tarvisium     |         | Treviso            | Campo San Paolo                  |
| Udine         |         | Udine              | Stadio Gerli                     |
| Veneziamestre |         | Favaro Veneto      | Centro sportivo comunale         |
| Villorba      |         | Villorba           |                                  |

### Girone B
| Club              | Sponsor | Città                   | Impianto interno   |
| ----------------- | ------- | ----------------------- | ------------------ |
| Castel San Pietro | Tecna   | Castel San Pietro Terme |                    |
| Colorno           |         | Colorno                 | Stadio Maini       |
| Cecina            |         | Cecina                  |                    |
| Jesi '70          |         | Jesi                    |                    |
| Leonessa A        |         | Brescia                 | Stadio Invernici   |
| Livorno           |         | Livorno                 | Stadio Montano     |
| Lyons             |         | Piacenza                | Stadio Beltrametti |
| Modena            |         | Modena                  | Stadio Collegarola |
| Rieti             |         | Rieti                   | Stadio Iacoboni    |
| Viterbo           |         | Viterbo                 |                    |

### Girone D
| Club            | Sponsor | Città                  | Impianto interno   |
| --------------- | ------- | ---------------------- | ------------------ |
| Amatori Catania |         | Catania                | Stadio Goretti     |
| Capitolina      |         | Roma                   | Campo dell'Unione  |
| Colleferro      |         | Colleferro             | Stadio Natali      |
| CUS L’Aquila    |         | L'Aquila               |                    |
| CUS Messina     |         | Messina                |                    |
| CUS Roma        |         | Roma                   | C.S. Tor di Quinto |
| Partenope       |         | Napoli                 | Stadio Collana     |
| Ragusa          |         | Ragusa                 |                    |
| Sannio          |         | San Giorgio del Sannio |                    |
| Segni           |         | Segni                  |                    |

## Classifiche fase a gironi

### Girone A
|  |     | Squadra             | G  | V  | N | P  | PF  | PS  | P±   | B  | Pen | Pt |
|  | --- | ------------------- | -- | -- | - | -- | --- | --- | ---- | -- | --- | -- |
|  | 1.  | Pro Recco           | 18 | 15 | 0 | 3  | 696 | 313 | 383  | 13 | 0   | 73 |
|  | 2.  | Botticino           | 18 | 15 | 0 | 3  | 658 | 347 | 311  | 11 | 0   | 71 |
|  | 3.  | Amat. & Calvisano A | 18 | 13 | 0 | 5  | 682 | 432 | 250  | 11 | 2   | 61 |
|  | 4.  | CUS Genova          | 18 | 12 | 0 | 6  | 584 | 337 | 247  | 12 | 0   | 60 |
|  | 5.  | Bassa Bresciana     | 18 | 8  | 0 | 10 | 463 | 480 | −17  | 14 | 2   | 44 |
|  | 6.  | CUS Verona          | 18 | 7  | 0 | 11 | 412 | 490 | −78  | 11 | 2   | 37 |
|  | 7.  | Chicken CUS Milano  | 18 | 7  | 0 | 11 | 411 | 489 | −78  | 4  | 0   | 32 |
|  | 8.  | Rugby Milano        | 18 | 5  | 0 | 13 | 435 | 619 | −184 | 8  | 0   | 28 |
|  | 9.  | Parabiago           | 18 | 4  | 0 | 14 | 264 | 621 | −357 | 6  | 0   | 22 |
|  | 10. | Rho                 | 18 | 4  | 0 | 14 | 270 | 747 | −477 | 5  | 0   | 21 |

### Girone C
|  |     | Squadra       | G  | V  | N | P  | PF  | PS  | P±   | B  | Pen | Pt |
|  | --- | ------------- | -- | -- | - | -- | --- | --- | ---- | -- | --- | -- |
|  | 1.  | Veneziamestre | 18 | 15 | 0 | 3  | 555 | 295 | 260  | 14 | 0   | 74 |
|  | 2.  | Badia         | 18 | 14 | 0 | 4  | 612 | 425 | 187  | 16 | 0   | 72 |
|  | 3.  | Conegliano    | 18 | 13 | 1 | 4  | 419 | 266 | 153  | 8  | 0   | 62 |
|  | 4.  | Tarvisium     | 18 | 7  | 0 | 11 | 380 | 375 | 5    | 14 | 0   | 42 |
|  | 5.  | CUS Padova    | 18 | 8  | 0 | 10 | 372 | 402 | −30  | 9  | 0   | 41 |
|  | 6.  | Udine         | 18 | 8  | 1 | 9  | 376 | 475 | −99  | 7  | 0   | 41 |
|  | 7.  | Casale        | 18 | 6  | 2 | 10 | 374 | 459 | −85  | 8  | 0   | 36 |
|  | 8.  | Bassano       | 18 | 7  | 0 | 11 | 299 | 406 | −107 | 5  | 0   | 33 |
|  | 9.  | Feltre        | 18 | 6  | 0 | 12 | 351 | 426 | −75  | 5  | 0   | 29 |
|  | 10. | Villorba      | 18 | 4  | 0 | 14 | 300 | 509 | −209 | 8  | 2   | 22 |

### Girone B
|  |     | Squadra           | G  | V  | N | P  | PF  | PS  | P±   | B  | Pen | Pt |
|  | --- | ----------------- | -- | -- | - | -- | --- | --- | ---- | -- | --- | -- |
|  | 1.  | Modena            | 18 | 16 | 0 | 2  | 605 | 269 | 336  | 12 | 0   | 76 |
|  | 2.  | Lyons             | 18 | 15 | 0 | 3  | 628 | 305 | 323  | 15 | 4   | 71 |
|  | 3.  | Castel San Pietro | 18 | 13 | 0 | 5  | 404 | 268 | 136  | 8  | 0   | 60 |
|  | 4.  | Jesi '70          | 18 | 10 | 0 | 8  | 359 | 333 | 26   | 7  | 0   | 47 |
|  | 5.  | Leonessa A        | 18 | 9  | 1 | 8  | 493 | 448 | 45   | 8  | 0   | 46 |
|  | 6.  | Livorno           | 18 | 8  | 1 | 9  | 273 | 364 | −91  | 6  | 0   | 40 |
|  | 7.  | Rieti             | 18 | 6  | 0 | 12 | 238 | 426 | −188 | 6  | 0   | 30 |
|  | 8.  | Viterbo           | 18 | 5  | 0 | 13 | 237 | 460 | −223 | 3  | 0   | 23 |
|  | 9.  | Cecina            | 18 | 4  | 0 | 14 | 254 | 433 | −179 | 6  | 0   | 22 |
|  | 10. | Colorno           | 18 | 3  | 0 | 15 | 268 | 453 | −185 | 7  | 0   | 19 |

### Girone D
|  |     | Squadra         | G  | V  | N | P  | PF  | PS  | P±   | B  | Pen | Pt |
|  | --- | --------------- | -- | -- | - | -- | --- | --- | ---- | -- | --- | -- |
|  | 1.  | Amatori Catania | 18 | 14 | 1 | 3  | 722 | 226 | 496  | 12 | 2   | 68 |
|  | 2.  | Capitolina      | 18 | 13 | 1 | 4  | 687 | 239 | 448  | 12 | 0   | 66 |
|  | 3.  | Colleferro      | 18 | 11 | 1 | 6  | 514 | 319 | 195  | 10 | 0   | 56 |
|  | 4.  | Ragusa          | 18 | 11 | 1 | 6  | 500 | 333 | 167  | 13 | 4   | 55 |
|  | 5.  | Partenope       | 18 | 8  | 0 | 10 | 353 | 544 | −191 | 6  | 0   | 38 |
|  | 6.  | Segni           | 18 | 8  | 0 | 10 | 333 | 515 | −182 | 6  | 0   | 38 |
|  | 7.  | CUS Roma        | 18 | 6  | 0 | 12 | 461 | 468 | −7   | 7  | 0   | 31 |
|  | 8.  | CUS Messina     | 18 | 7  | 0 | 11 | 437 | 448 | −11  | 7  | 4   | 31 |
|  | 9.  | Sannio          | 18 | 6  | 0 | 12 | 362 | 671 | −309 | 5  | 0   | 29 |
|  | 10. | CUS L’Aquila    | 18 | 4  | 0 | 14 | 229 | 835 | −606 | 3  | 0   | 19 |

## Play-off
|  | Semifinali | Semifinali    | Semifinali |        |               | Finale        | Finale | Finale |  |
|  |            |               |            |        |               |               |        |        |  |
|  | A1         | Pro Recco     | 27         |        |               |               |        |        |  |
|  | A1         | Pro Recco     | 27         |        |               |               |        |        |  |
|  | C1         | Veneziamestre | 50         |        |               |               |        |        |  |
|  | C1         | Veneziamestre | 50         |        | Veneziamestre | Veneziamestre | 13     |        |  |
|  |            |               |            |        | Veneziamestre | Veneziamestre | 13     |        |  |
|  |            |               | Modena     | Modena | 16            |               |        |        |  |
|  | B1         | Modena        | Modena     | Modena | 16            |               |        |        |  |
|  | B1         | Modena        |            |        |               |               |        |        |  |
|  | D1         | Bye           |            |        |               |               |        |        |  |

### Finale
| Arbitro: | Nereo Dordolo (Udine) |

|                         |      |                |
| Cortese 37’             | mt   | 55’ Pizzati    |
| Nichitean 37’           | tr   | 55’ Babbo      |
| Nichitean 16’, 21’, 75’ | c.p. | 32’, 47’ Babbo |

## Verdetti
- Amatori Catania, Badia, Botticino, Capitolina, Lyons, Modena, Pro Recco e Veneziamestre: promosse in serie A 2003-04
- Leonessa, Rugby Milano e Sannio: promosse in serie A 2003-04 dopo ripescaggio[10].
- Colorno, CUS L’Aquila, Parabiago e Villorba: retrocesse in serie C 2003-04.